# Ольшовице
Ольшови́це (пол. Olszowice) — село в Польше в сельской гмине Свёнтники-Гурне Краковского повета Малопольского воеводства.

## География
Село располагается в 3 км от административного центра гмины города Свёнтники-Гурне и в 17 км от административного центра воеводства города Краков. Входит в городскую агломерацию Кракова.
В 1975—1998 годах село входило в состав Краковского воеводства.

## Население
По состоянию на 2013 год в селе проживало 661 человек.
| 2010 | 2013 |
| ---- | ---- |
| 629  | 661  |

| Перепись  | Всего   | Всего | Женщины | Женщины | Мужчины | Мужчины |
| --------- | ------- | ----- | ------- | ------- | ------- | ------- |
| Единицы   | человек | %     | человек | %       | человек | %       |
| Население | 661     | 100   | 345     | 52,19   | 316     | 47,81   |

## Социальная структура
В селе действует начальная школа имени Яна Твардовского. С 1984 года в селе действует футбольный клуб «LKS Pasternik».